# Campionatul republican de handbal feminin în 11 categoria A 1960-1961
Campionatul republican de handbal feminin categoria A 1960-1961 a fost a 16-a ediție a eșalonului valoric superior al campionatului național de handbal feminin în 11 jucătoare din România. Competiția a fost organizată de Federația Română de Handbal (FRH) și a fost câștigată de Rapid București. Deoarece campionatul republican în 11 jucătoare fusese reorganizat pentru a face loc ascensiunii campionatului în 7 jucătoare, doar patru echipe din ediția 1959-1960 au luat parte la competiție.
Sezonul 1960-1961 al campionatului republican de handbal feminin s-a desfășurat în mod diferit față de ediția anterioară, fiind alcătuit dintr-o etapă inter-regională și o etapă finală.

## Terenuri
Partidele din etapa inter-regională s-au desfășurat pe terenurile echipelor mai slab cotate. Partidele turneului final s-au desfășurat pe terenuri neutre din Sighișoara și București. 
| Sighișoara          | București          | București             |
| ------------------- | ------------------ | --------------------- |
| Stadionul orășenesc | Stadionul Giulești | Stadionul „Progresul” |

## Echipe participante
Spre deosebire de sezonul anterior, care s-a jucat în sistem fiecare cu fiecare, cu tur și retur, campionatul feminin de handbal în 11 din 1960-1961 s-a desfășurat după o nouă formulă, menită să îi restrângă durata și să permită expansiunea campionatului de handbal în 7. Din acest motiv, competiția a fost restructurată și a cuprins doar două faze:
- o etapă inter-regională, la care au luat parte opt echipe;
- turneul final, la care au participat cele patru echipe calificate din etapa inter-regională;

Astfel, echipele participante la ediția 1960-1961 a campionatului republican au fost:
- Progresul București
- Rapid București;
- Voința Câmpulung Moldovenesc;
- C.F.R. Ploiești;
- C.S. Târgu Mureș;
- Știința Timișoara;
- Unirea Turnu Măgurele;
- Minerul Vulcan;

## Sistem
Ediția 1960-1961 a fost alcătuită din două turnee: o etapă inter-regională, la care au participat opt echipe și în care s-a disputat câte un singur joc eliminatoriu, și un turneu final, la care au participat cele patru câștigătoare ale etapei inter-regionale. La turneul final, cele patru echipe au jucat în sistemul fiecare cu fiecare, cu tur și retur.

## Partide
Programul de desfășurare a campionatului a fost publicat în numărul 3801, din 6 aprilie 1961, al ziarului Sportul Popular.

### Etapa inter-regională
Programul etapei inter-regionale a fost publicat în numerele 3801, din 6 aprilie 1961, respectiv 3802, din 8 aprilie 1961, ale ziarului Sportul Popular. Cele opt echipe participante au fost cuplate câte două și au jucat câte un singur joc eliminatoriu. Partidele s-au desfășurat pe terenurile echipelor mai slab cotate. Cele patru câștigătoare s-au calificat la turneul final.
| 9 aprilie 1961 | Unirea Turnu Măgurele | 1 – 17 | Progresul București | Turnu Măgurele |
| 9 aprilie 1961 | (0–9)                 |        |                     | Turnu Măgurele |
| 9 aprilie 1961 |                       |        |                     | Turnu Măgurele |

| 9 aprilie 1961 | C.F.R. Ploiești | 5 – 20 | Rapid București | Ploiești |
| 9 aprilie 1961 | (0–9)           |        |                 | Ploiești |
| 9 aprilie 1961 |                 |        |                 | Ploiești |

| 9 aprilie 1961 | Voința Câmpulung Moldovenesc | 2 – 10 | Mureșul Târgu Mureș | Câmpulung Moldovenesc |
| 9 aprilie 1961 | (2–6)                        |        |                     | Câmpulung Moldovenesc |
| 9 aprilie 1961 |                              |        |                     | Câmpulung Moldovenesc |

| 9 aprilie 1961 | Minerul Vulcan | 3 – 8 | Știința Timișoara | Vulcan |
| 9 aprilie 1961 | (1–3)          |       |                   | Vulcan |
| 9 aprilie 1961 |                |       |                   | Vulcan |

### Turneul final
La turneul final au luat parte cele patru echipe calificate din etapa inter-regională. Trei dintre ele s-au calificat în urma rezultatelor de pe teren, în timp ce Minerul Vulcan a depus o contestație prin care a acuzat Știința Timișoara că a folosit mai multe handbaliste nelegitimate. Contestația a fost admisă, iar Minerul Vulcan a devenit a patra echipă calificată la turneul final.

#### Rezultate în tur
Turul turneului final s-a desfășurat la Sighișoara.
| 21 aprilie 1961 | Minerul Vulcan | 0 – 23 | Rapid București | Stadionul orășenesc, Sighișoara |
| 21 aprilie 1961 |                | (0–13) | Boțan 9         | Stadionul orășenesc, Sighișoara |
| 21 aprilie 1961 |                |        |                 | Stadionul orășenesc, Sighișoara |

| 21 aprilie 1961 | Mureșul Târgu Mureș | 2 – 5 | Progresul București | Stadionul orășenesc, Sighișoara |
| 21 aprilie 1961 | Bîgu, Cătineanu 1   | (2–3) | V. Dumitrescu 4     | Stadionul orășenesc, Sighișoara |
| 21 aprilie 1961 |                     |       |                     | Stadionul orășenesc, Sighișoara |

| 22 aprilie 1961 | Minerul Vulcan | 0 – 24 | Progresul București | Stadionul orășenesc, Sighișoara |
| 22 aprilie 1961 | (0–13)         |        |                     | Stadionul orășenesc, Sighișoara |
| 22 aprilie 1961 |                |        |                     | Stadionul orășenesc, Sighișoara |

| 22 aprilie 1961 | Rapid București | 12 – 3 | Mureșul Târgu Mureș | Stadionul orășenesc, Sighișoara |
| 22 aprilie 1961 | (6–1)           |        |                     | Stadionul orășenesc, Sighișoara |
| 22 aprilie 1961 |                 |        |                     | Stadionul orășenesc, Sighișoara |

| 23 aprilie 1961 | Minerul Vulcan | 1 – 18 | Mureșul Târgu Mureș | Stadionul orășenesc, Sighișoara |
| 23 aprilie 1961 | (0–11)         |        |                     | Stadionul orășenesc, Sighișoara |
| 23 aprilie 1961 |                |        |                     | Stadionul orășenesc, Sighișoara |

| 23 aprilie 1961 | Progresul București | 4 – 5 | Rapid București | Stadionul orășenesc, Sighișoara Asistență: 3.000 |
| 23 aprilie 1961 | (3–1)               |       |                 | Stadionul orășenesc, Sighișoara Asistență: 3.000 |
| 23 aprilie 1961 |                     |       |                 | Stadionul orășenesc, Sighișoara Asistență: 3.000 |

#### Rezultate în retur
Returul turneului final s-a desfășurat la București.
| 28 aprilie 1961 16:30 | Rapid București | 18 – 0 | Minerul Vulcan | Stadionul „Progresul”, București Arbitri: Bruno Cristofor |
| 28 aprilie 1961 16:30 | Hedeșiu 6       | (6–0)  |                | Stadionul „Progresul”, București Arbitri: Bruno Cristofor |
| 28 aprilie 1961 16:30 |                 |        |                | Stadionul „Progresul”, București Arbitri: Bruno Cristofor |

| 28 aprilie 1961 | Progresul București | 13 – 4 | Mureșul Târgu Mureș | Stadionul „Progresul”, București Arbitri: V. Pelenghian |
| 28 aprilie 1961 | Vasile 6            | (7–2)  | Cătineanu 2         | Stadionul „Progresul”, București Arbitri: V. Pelenghian |
| 28 aprilie 1961 |                     |        |                     | Stadionul „Progresul”, București Arbitri: V. Pelenghian |

| 29 aprilie 1961 16:30 | Progresul București | 24 – 0 | Minerul Vulcan | Stadionul Giulești, București |
| 29 aprilie 1961 16:30 | (14–0)              |        |                | Stadionul Giulești, București |
| 29 aprilie 1961 16:30 |                     |        |                | Stadionul Giulești, București |

| 29 aprilie 1961 | Mureșul Târgu Mureș | 1 – 8 | Rapid București | Stadionul Giulești, București |
| 29 aprilie 1961 | (0–2)               |       |                 | Stadionul Giulești, București |
| 29 aprilie 1961 |                     |       |                 | Stadionul Giulești, București |

| 30 aprilie 1961 15:00 | Mureșul Târgu Mureș | 12 – 0 | Minerul Vulcan | Stadionul „Progresul”, București |
| 30 aprilie 1961 15:00 | (4–0)               |        |                | Stadionul „Progresul”, București |
| 30 aprilie 1961 15:00 |                     |        |                | Stadionul „Progresul”, București |

| 30 aprilie 1961 | Rapid București              | 2 – 1 | Progresul București          | Stadionul „Progresul”, București Arbitri: Gh. Vișan |
| 30 aprilie 1961 | Constantinescu, Hedeșiu 1 4× | (0–1) | C. Dumitrescu 1 (autogol) 1× | Stadionul „Progresul”, București Arbitri: Gh. Vișan |
| 30 aprilie 1961 |                              |       |                              | Stadionul „Progresul”, București Arbitri: Gh. Vișan |

### Clasament final
| Poz. | Echipa              | J | V | E | Î | GM | GP  | DG    | P  |
| ---- | ------------------- | - | - | - | - | -- | --- | ----- | -- |
| 1    | Rapid București     | 6 | 6 | 0 | 0 | 68 | 9   | + 59  | 12 |
| 2    | Progresul București | 6 | 4 | 0 | 2 | 71 | 13  | + 58  | 8  |
| 3    | Mureșul Târgu Mureș | 6 | 2 | 0 | 4 | 40 | 39  | + 1   | 4  |
| 4    | Minerul Vulcan      | 6 | 0 | 0 | 6 | 1  | 119 | – 118 | 0  |